# شيريل يانغ
شيريل يانغ (بالصينية: 楊謹華) هي عارضة وممثلة تايوانية، ولدت في 12 ديسمبر 1977 في تايوان.

## وصلات خارجية
- شيريل يانغ على موقع IMDb (الإنجليزية)
- شيريل يانغ على موقع أول موفي (الإنجليزية)
- شيريل يانغ على موقع قاعدة بيانات الفيلم (الإنجليزية)
- شيريل يانغ على موقع كينوبويسك (الروسية)